# 30. pr. Kr.
◄ | 2. stoljeće pr. Kr. | 1. stoljeće pr. Kr. | 1. stoljeće | ►
◄ | 60-ih pr. Kr. | 50-ih pr. Kr. | 40-ih pr. Kr. | 30-ih pr. Kr. | 20-ih pr. Kr. | 10-ih pr. Kr. | 0-ih pr. Kr. | ►
◄◄ | ◄ | 33. pr. Kr. | 32. pr. Kr. | 31. pr. Kr. | 30 pr. Kr. | 29. pr. Kr. | 28. pr. Kr. | 27. pr. Kr. | ► | ►►
Astronomija

## Događaji
- Egipat postaje rimska provincija
- Oktavijan (poslije prozvan August) postaje neograničeni vladar Rimskog carstva, čime je i završeno doba velikih osvajanja i Rimske Republike.

## Smrti
- 12. kolovoza – Kleopatra VII Philopator, kraljica Egipta
- Cezarion - posljednji vladar Egipta, vjerojatno ubijen po naređenju rimskog cara Oktavijana. Prema Plutarhu, Cezarion je pobjegao u Indiju.